# Bravo Air Congo
Bravo Air Congo (mã IATA = K6, mã ICAO = BRV) là hãng hàng không, trụ sở ở Kinshasa, Cộng hòa Dân chủ Congo. Hãng có căn cứ chính ở Sân bay quốc tế Kinshasa. Bravo Air Congo có tên trong [[Danh sách các hãng hàng không bị cấm trong Liên minh châu Âu]].

## Lịch sử
Bravo Air Congo được hãng "Bravo Airlines" ở Madrid (Tây Ban Nha) cùng vài nhà đầu tư Congo lập năm 2006 và bắt đầu hoạt động từ ngày 11.9.2006. Hãng có các tuyến bay quốc nội và quốc tế.

## Các nơi đến
- Cộng hòa Dân chủ Congo

- Gemena
- Goma
- Isiro
- Kananga
- Kinshasa
- Kisangani
- Lubumbashi
- Mbuji-Mayi

- Bỉ

- Brussels

- Cộng hòa Congo

- Brazzaville
- Pointe-Noire

- Cộng hòa Trung Phi

- Bangui

- Kenya

- Nairobi

- Nam Phi

- Johannesburg

- Nigeria

- Lagos

- Pháp

- Paris

- Tây Ban Nha

- Madrid

## Đội máy bay
- 5 Douglas DC-9-30